# 楊發
楊發（?—?），字至之，同州冯翊县人。
父杨遗直移居苏州，楊收之兄。大和四年（830年）進士第二名。以书判拔萃，释褐校书郎、湖南观察推官，再辟西蜀从事。入朝为监察，转侍御史，累迁至礼部郎中。大中三年（849年），改左司郎中。改太常少卿，出京为苏州刺史。后任福州刺史、福建观察使、广州刺史。大中十二年（858年）为岭南节度使，由於治軍甚嚴，導致嶺南都將王令寰作亂，囚禁楊發。朝廷以涇原節度使李承勳為嶺南節度使，發鄰道兵討平。楊發被贬婺州刺史，卒於任上。